# Settimio Severo
(Settimio Severo ai suoi figli in punto di morte)
Cesare Lucio Settimio Severo Pertinace Augusto (in latino Caesar Lucius Septimius Severus Pertinax Augustus; Leptis Magna, 11 aprile 146 – Eboracum, 4 febbraio 211), nato Lucio Settimio Severo, è stato un imperatore romano dal 193 alla sua morte. Giunto al potere dopo la guerra civile romana del 193-197, fu il fondatore della dinastia severiana. In linea con le scelte di Marco Aurelio ripristinò alla sua morte il principio dinastico di successione, facendo subentrare i figli Caracalla e Geta.
L'ascesa di Settimio Severo costituisce uno spartiacque nella storia romana; è considerato infatti l'iniziatore del dominato in cui l'imperatore non è più un gestore dell'impero per conto del Senato, come durante il principato, ma è unico e vero dominus, che trae forza dall'investitura militare delle legioni (anche se anticipazioni di questa tendenza si erano avute durante la guerra civile seguita alla morte di Nerone).
Egli fu inoltre iniziatore di un nuovo culto che si incentrava sulla figura dell'imperatore, ponendo le basi per una sorta di "monarchia sacra" mutuata dall'Oriente ellenistico. Adottò infatti il titolo di dominus ac deus, che andò a sostituire quello di princeps, che sottintendeva una condivisione del potere col Senato.

## Biografia

### Origini familiari e carriera politica

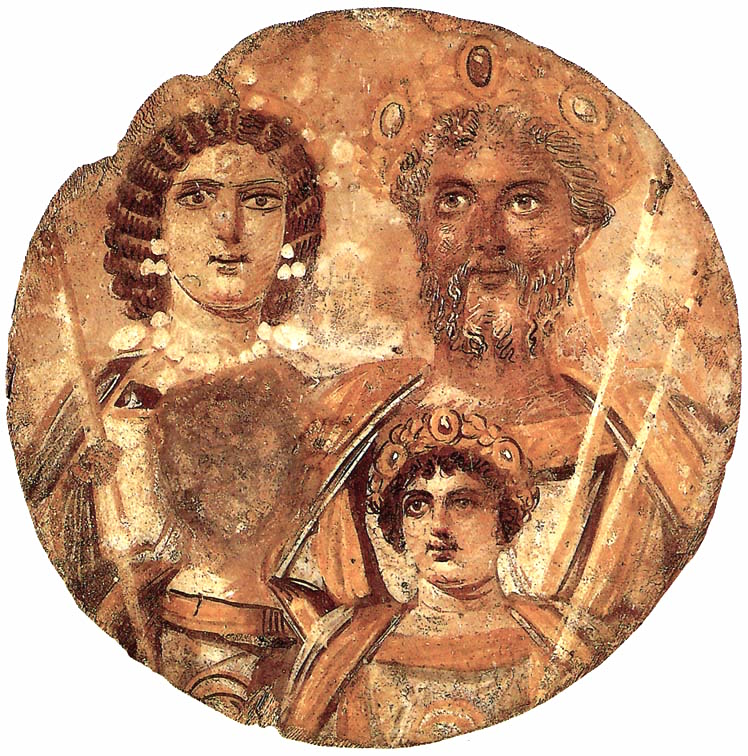
Il Tondo severiano, raffigurante la famiglia di Settimio Severo. Successivamente il volto di Geta fu soppresso (damnatio memoriae)

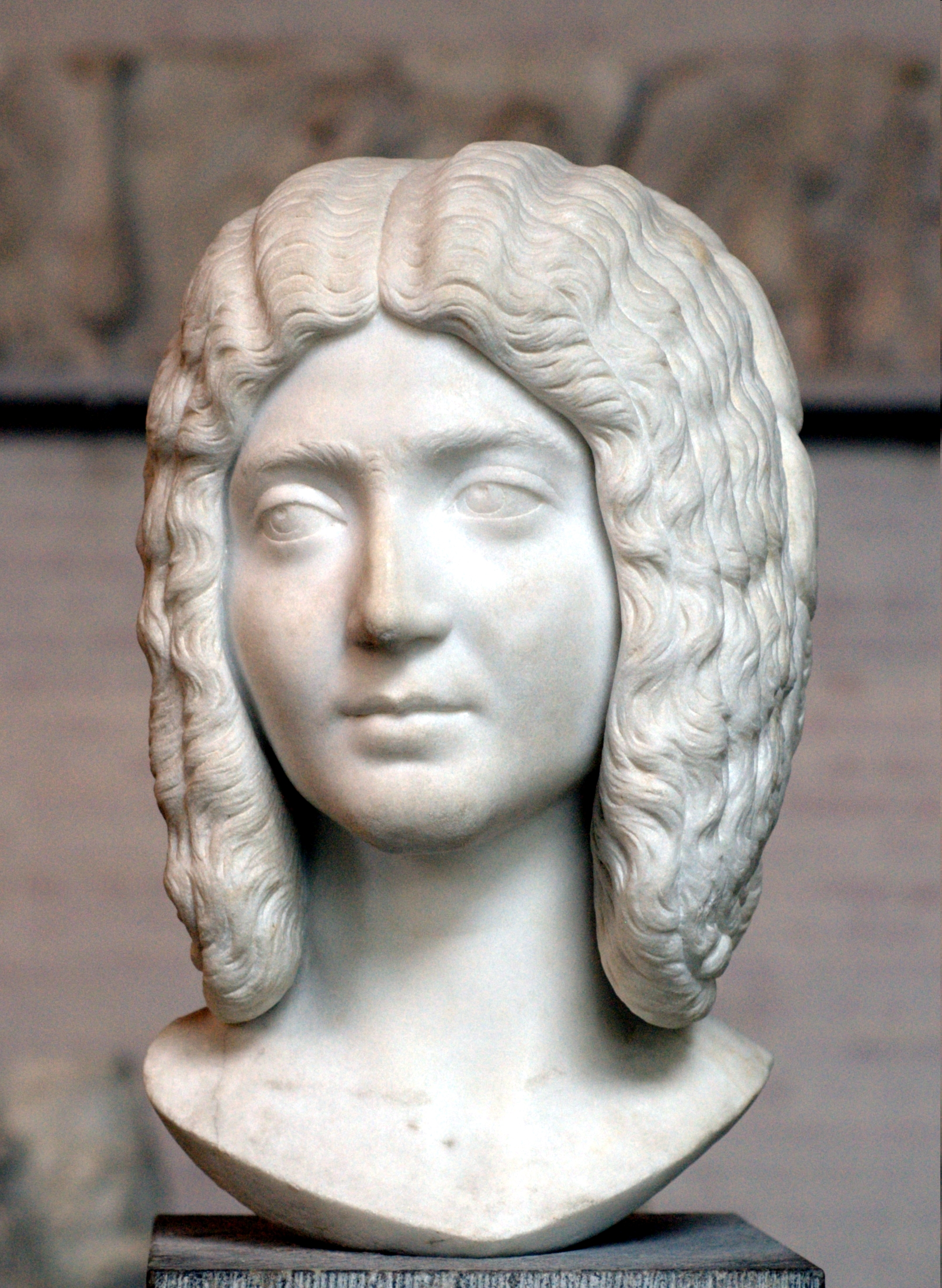
Busto di Giulia Domna, consorte di Settimio Severo

Lucio Settimio Severo nacque a Leptis Magna, un'antica e florida città dell'Africa Proconsolare, sita a circa 130 km a est di Oea (l'odierna Tripoli, in Libia), l'11 aprile del 146 da un'abbiente e distinta famiglia appartenente all'ordine equestre. Il padre, Publio Settimio Geta, proveniva da una ricca famiglia leptitana di origini miste puniche e berbere, ma ormai in possesso della cittadinanza romana da diverse generazioni, mentre la madre, Fulvia Pia, apparteneva alla gens Fulvia, un'illustre famiglia romana originaria di Tusculum.
Benché il padre non avesse mai ricoperto cariche politiche o comunque ruoli rilevanti in seno all'amministrazione romana, Severo aveva però due zii paterni, Publio Settimio Apro e Gaio Settimio Severo, che avevano servito come consules suffecti, rispettivamente nel 153 e nel 160, sotto il principato di Antonino Pio, e fu proprio grazie ai buoni uffici di suo zio Gaio Settimio che, quando giunse a Roma all'età di 18 anni (attorno al 162), fu ammesso nell'ordine senatorio.
Secondo Eutropio, tra i suoi primi incarichi vi fu la professione di avvocato del fiscus, dopodiché scalò la gerarchia amministrativa dell'impero diventando tribuno militare, questore in Sardegna (170-171), legato proconsolare in Africa nel 174, tribuno della plebe (176), propretore in Spagna (178), governatore della Gallia Lugdunense (187) e della Sicilia (189).
Severo sposò la nobildonna di origine siriaca Giulia Domna. Domna, sorella di Giulia Mesa e figlia del nobile siro-romano Giulio Bassiano, un arameo che ricopriva la carica di gran sacerdote della divinità solare El-Gabal, più giovane di Severo di circa 24 anni, essendo nata a Emesa (l'attuale Homs, in Siria) intorno al 170. Tra il 185 e il 187, la notizia di un oroscopo, che presagiva a Giulia Domna un futuro sposo regale, spinse Settimio Severo, al tempo proconsole della Gallia Lugdunensis, a chiederla in moglie. Dal matrimonio nacquero due figli maschi, Lucio Settimio Bassiano (divenuto poi, dal 195, Marco Aurelio Antonino), soprannominato Caracalla), e Publio Settimio Geta.

### Ascesa al trono

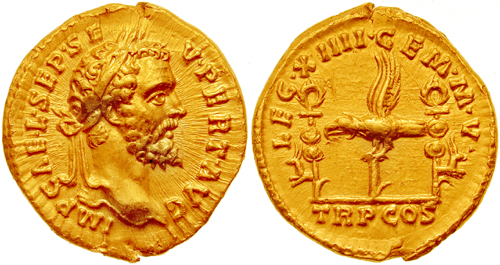
Aureo di Settimio Severo, coniato per celebrare la fedeltà dalla legione XIIII Gemina Martia Victrix, che lo elesse imperatore

Nel 190 ebbe il consolato e dal 191 resse per Commodo il governatorato della Pannonia superiore. Dopo l'assassinio di Commodo, il Senato tentò di salvare la dinastia antonina con la nomina di Pertinace nel 193, appoggiato inizialmente anche dai pretoriani. Il regno di Pertinace, che Severo appoggiò, giunse al termine dopo pochi mesi a seguito di una serie di congiure da parte dei pretoriani, da cui venne ucciso, nonostante avesse adottato provvedimenti atti a compiacere loro e il Senato. Il trono era rimasto senza nessun ovvio successore; i due contendenti furono Tito Flavio Sulpiciano, suocero di Pertinace, e l'anziano senatore Didio Giuliano. Per ottenere l'appoggio dei pretoriani i due cominciarono a offrire donativi a gara, con un'offerta di 25 000 sesterzi a testa vinse Didio Giuliano che venne immediatamente eletto dal Senato, tuttavia non godeva dell'appoggio di diverse legioni dell'esercito, che non accettavano un nuovo imperatore che aveva comprato il favore dei pretoriani. Le legioni della Pannonia reagirono proclamando imperatore Settimio Severo a Carnuntum, sede del governo e del comando militare.
Severo, affermando la volontà di vendicare la morte dell'imperatore, si affrettò a scendere in Italia per punire i pretoriani e prendere possesso di Roma senza opposizioni. Il Senato reagì proponendo la figura di Didio Giuliano come unico vero Cesare (che si affrettò a dichiarare nemico pubblico Settimio Severo), mentre le legioni di Siria proclamarono Pescennio Nigro e quelle della Britannia scelsero Clodio Albino (che in un primo tempo ottenne il titolo di Cesare, venendo legittimato da Settimio), sostenuto da Sulpiciano. Settimio Severo si liberò del tutto dei tre rivali tra il 193 e il 197: dopo l'omicidio di Giuliano da parte dei pretoriani, sconfisse e uccise Pescennio Nigro presso Isso nel 194, infine il suo esercito entrò nel 197 a Lione e Clodio Albino si uccise in seguito a una sanguinosa guerra. Nel 195, cercando di legittimare il proprio potere ricollegandosi alla dinastia di Marco Aurelio e in aperta contrapposizione con il Senato, riabilitò la memoria di Commodo, ordinando che ne fosse decretata l'apoteosi. Nella titolatura imperiale Severo si proclamò figlio di Marco Aurelio e fratello di Commodo, come se vi fosse stata una regolare adozione, assumendo anche il prenomen di Pertinace e quelli degli Antonini e degli imperatori adottivi (imperatore Cesare, figlio del divo Marco Antonino Pio Germanico Sarmatico, fratello del divo Commodo, nipote del divo Antonino Pio, discendente del divo Traiano Partico, discendente del divo Nerva, Lucio Settimio Severo Pio Pertinace Augusto").

### Regno (193-211)

#### Politica interna

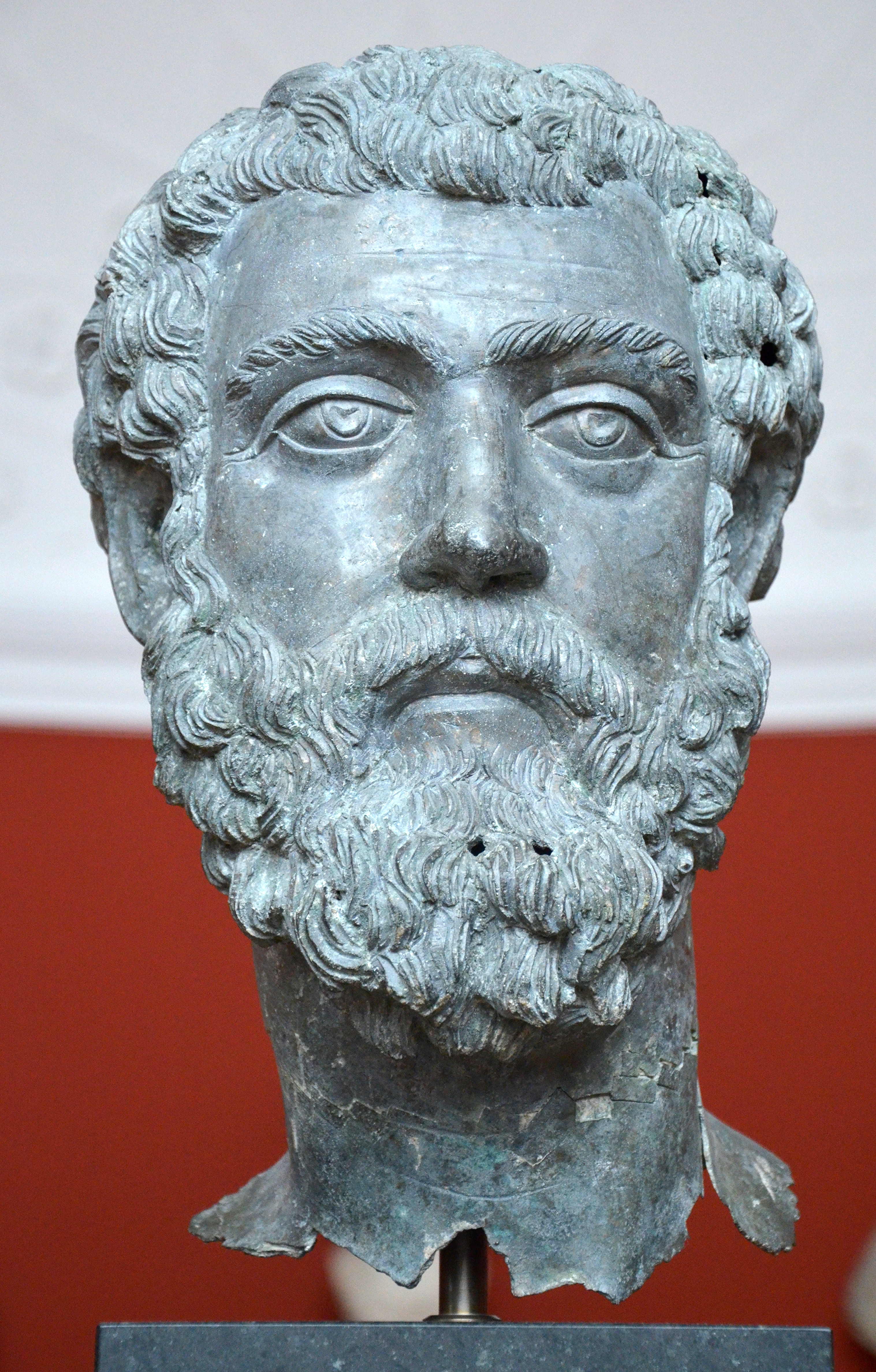
Testa bronzea di Settimio Severo proveniente dall'Asia Minore, 190-211 circa, Ny Carlsberg Glyptotek, Copenaghen

Severo, una volta divenuto imperatore, avviò importanti riforme militari che toccarono numerosi aspetti dell'esercito romano e che costituirono le basi del successivo sistema fondato sugli imperatori militari del III secolo. Creò la prima forma di autocrazia militare, togliendo potere al Senato dopo averne messo a morte numerosi membri. Temendo, inoltre, congiure contro la sua persona o quella dei suoi figli, fece giustiziare il suo stesso consuocero, Gaio Fulvio Plauziano che in qualità di prefetto del pretorio appariva ai suoi occhi come una potenziale minaccia. Il figlio Caracalla venne proclamato imperatore designato.
Utilizzò i proventi della vendita delle terre confiscate agli avversari politici per creare un fondo imperiale privato, il fiscus, distinto dall'aerarium, la cassa dello Stato. Appena giunto a Roma avviò l'epurazione della guardia pretoriana, che dopo due secoli di dominio dell'influenza italica (allora reclutata per lo più in Italia e in piccola parte nelle province più romanizzate), fu smantellata e riorganizzata con quadri e organici a lui fedeli, tratti dal contingente danubiano. Da allora in poi l'accesso alla Guardia Pretoriana, un tempo avente un prerequisito geografico e culturale, sarebbe stata appannaggio dei soldati più battaglieri, quelli dell'Illirico nel III secolo.

#### Persecuzioni contro i cristiani
Il regno di Settimio Severo fornisce un interessante esempio dei metodi di persecuzione dei cristiani. Precedentemente, stando alla Historia Augusta, si era pensato a un espresso divieto di proselitismo rivolto a ebrei e cristiani, ritenendosi questo il contenuto del presunto editto severiano, la cui effettiva esistenza è di per sé stessa dubbia. Settimio Severo non promulgò nuovi provvedimenti contro i cristiani, ma consentì l'applicazione di vecchie leggi (i rescripta di Traiano e Adriano). Non sono dimostrate persecuzioni sistematiche, ma anzi ci sono prove che l'imperatore in molte occasioni proteggesse i cristiani dall'accanimento popolare, come sembra testimoniare Tertulliano nell'Ad Scapulam. Potrebbe però aver emanato un editto in cui si dichiarava punibile la conversione all'ebraismo e al cristianesimo.
In generale si può dire che i cristiani continuarono a vivere un periodo di bonam et largam pacem come scrive Tertulliano, se si escludono alcuni episodi locali, come in Africa, di persecuzioni che andrebbero interpretate alla luce di un dissenso politico (più che religioso), mentre lo stesso imperatore non appariva turbato dal fenomeno cristiano, né vi ravvisava un fattore di pericolo. D'altro lato, singoli funzionari si sentivano autorizzati dalla legge a procedere con rigore verso i cristiani. Naturalmente l'imperatore, a stretto rigore di legge, non ostacolava qualche persecuzione limitata, che avesse luogo in Egitto, in Tebaide o nei proconsolati di Africa e Oriente. I martiri cristiani furono numerosi ad Alessandria, sotto la prefettura di Leto e del suo successore Sebaziano Aquila.
Non meno dure furono le persecuzioni in Africa, che sembra avessero inizio nel 197 o 198, come testimoniato nell'Ad Martyras di Tertulliano, alle cui vittime ci si riferisce nel martirologio cristiano come ai martiri di Madaura. Probabilmente nel 202 o 203 caddero Felicita e Perpetua. La persecuzione infuriò ancora, per breve tempo, sotto il proconsole Scapula nel 211, specialmente in Numidia e Mauritania. Nei tempi successivi sono leggendarie le persecuzioni in Gallia, specialmente a Lione. In generale, si può dire che la posizione dei cristiani sotto Settimio Severo fu la stessa che sotto gli Antonini; ma la disposizione di questo imperatore almeno mostra chiaramente che Traiano aveva mancato i suoi obiettivi.

#### Riforma dell'esercito

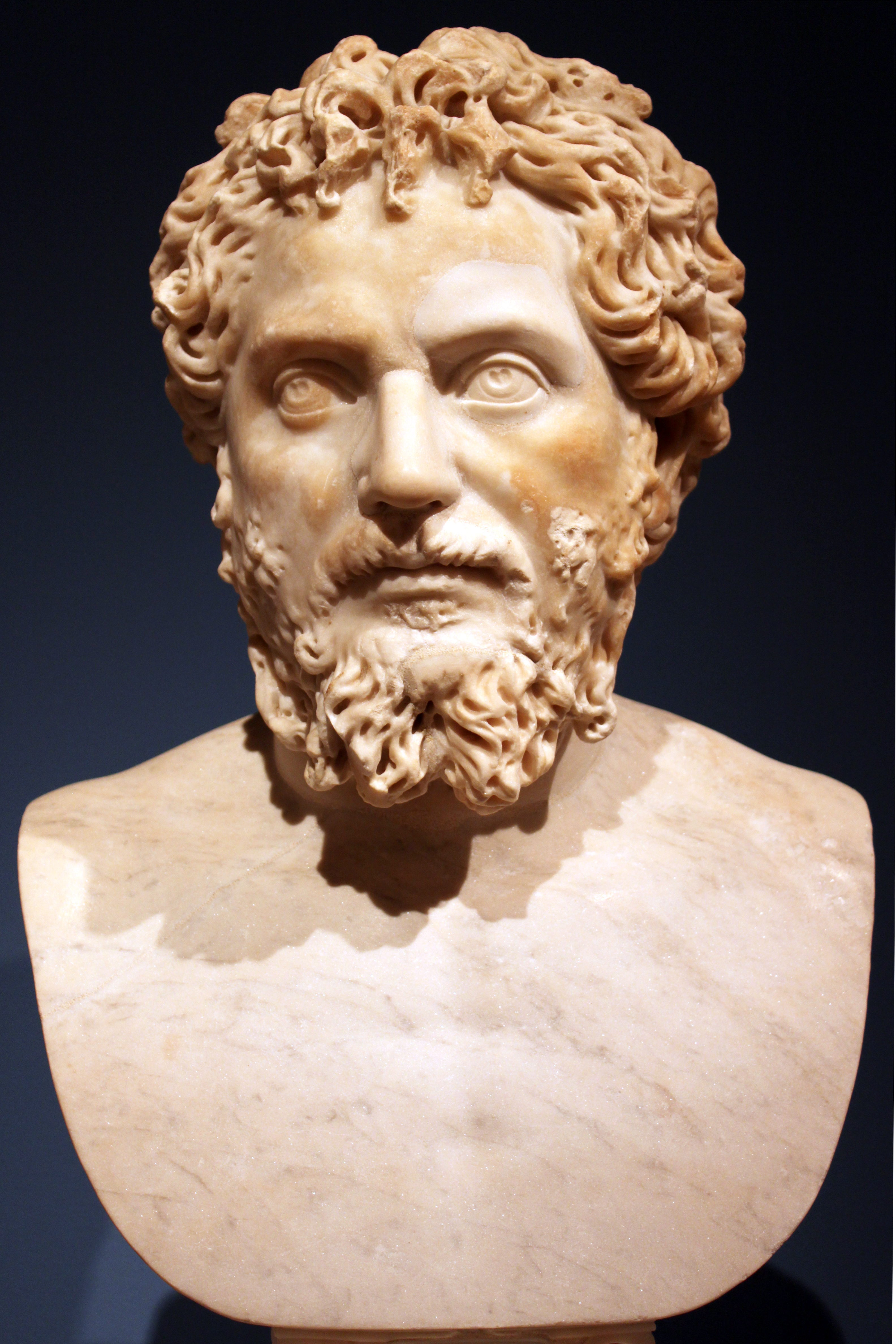
Busto di Severo

Settimio Severo mise subito in atto una serie di riforme e modifiche al precedente ordinamento militare, confermando quel processo di provincializzazione delle milizie e emersione dei ceti dirigenti locali dell'impero già cominciato con Marco Aurelio (e con alcune premesse in epoca traianea):
- Aumentò il numero delle legioni romane a 33, con la costituzione di ben tre unità, in vista delle campagne partiche: la legio I, II e III Parthica. L'esercito ora poteva contare su 442 000 armati complessivamente. Un numero comunque esiguo se si pensa che dovevano presidiare circa 9 000 chilometri di confine, controllare e difendere i 70 milioni di abitanti dell'Impero.
- Venne costituita per la prima volta una riserva strategica in prossimità di Roma, nei Castra Albana, dove fu alloggiata un'intera legione, la II Parthica.
- Favorì i legionari in vari modi, aumentando loro la paga e riconoscendo loro il diritto di sposarsi durante il servizio, oltre a consentire di abitare con la propria famiglia fuori del campo (canabae). Tale riforma comportò una "regionalizzazione" delle legioni, che in questo modo si legarono non solo al loro comandante, ma anche a un territorio ben preciso. Promosse anche l'ammissione dei figli dei centurioni nella carriera senatoria.
- Operò una serie di altre concessioni, tese a migliorare la condizione dei soldati, tra le quali l'istituzione dell'annona militare, il miglioramento del rancio, la possibilità per i graduati di riunirsi in scholae (sorte di associazioni, di collegia), riconoscendo inoltre segni di distinzione particolari: la veste bianca per i centurioni (che Gallieno avrebbe esteso a tutti i soldati) e l'anello d'oro per i principales.
- Secondo Erodiano le truppe che stazionarono in Roma (o nelle sue vicinanze, come i castra Albana) furono quadruplicate, o almeno triplicate se consideriamo che: gli effettivi delle coorti pretorie furono raddoppiati da Settimio Severo, fino a 1 000 armati ciascuna (milliarie), per un totale di 10 000 armati, ora sostituiti con soldati scelti delle legioni pannoniche, per punire coloro che si erano in precedenza schierati contro di lui durante la guerra civile; quelli delle coorti urbane, furono probabilmente portati fino a 1 500 (per un totale di 6 000 armati); a questi si sommavano poi i 3 500 armati dei Vigiles, i 1 000 equites singulares e i 5 500/6 000 della legio II Parthica, per un totale complessivo di 30 000 armati, contro i 10 500 dell'epoca augustea.
- Pose il comando degli Equites singulares Augusti non più alle dipendenze di un tribunus militum ma di due.

#### Crisi economica e politiche di svilimento della moneta
Un regime assolutistico confermato dallo sviluppo cui giunse la res privata imperiale, ormai di pari peso a quella statale. Per finanziare l'ingente spesa che serviva a mantenere l'esercito, causa anche l'aumento stesso del soldo, cioè della paga, ricorse all'espediente di dimezzare la quantità di metallo prezioso contenuto nelle monete, differenziando il valore intrinseco da quello nominale (reddito da signoraggio). Cominciò così una crescente inflazione e una tesaurizzazione delle monete di metallo prezioso. Il problema dell'inflazione era il cambio del denario con l'aureo. Con lo scopo di difendere le banche, Severo impose sanzioni per chi scambiava un aureo per più di 25 denarii.

### Politica estera

#### In Oriente contro i Parti (197-199)

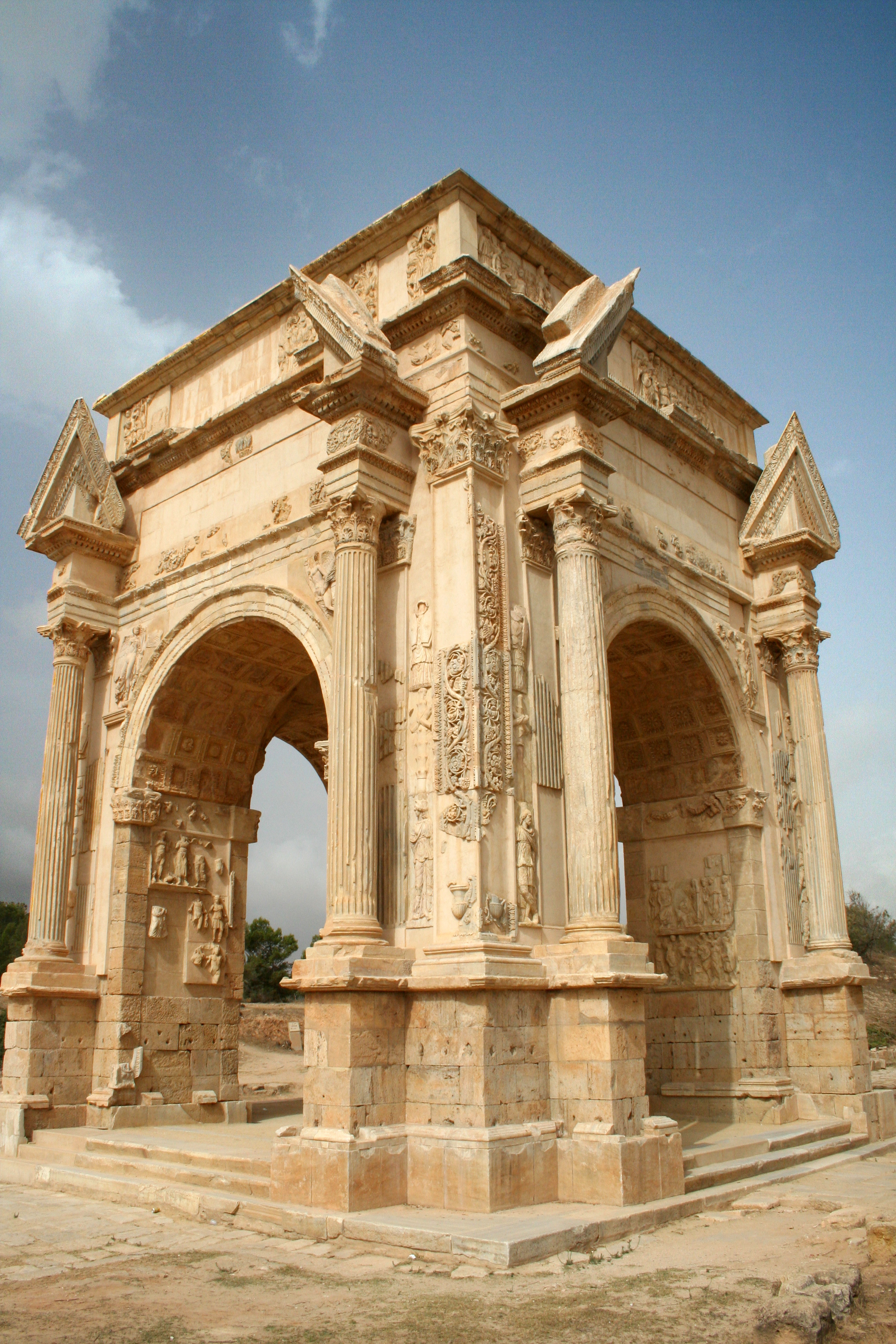
Arco trionfale di Settimio Severo, nella sua città natale, Leptis Magna

Nel 197 Settimio Severo partì da Roma, e imbarcatosi a Brindisi, sbarcò in Cilicia, dando inizio a una grande campagna militare nell'area siriaca. Dopo aver guadato l'Eufrate, prese in ostaggio i figli di Abgar IV, re titolare di Osroene, ricevendo tributi anche dal sovrano d'Armenia. Marciò dunque per la Mesopotamia settentrionale, riannettendola all'impero e ponendovi a capo un prefetto di rango equestre; poco dopo guidò l'armata verso Ctesifonte, saccheggiandola e riducendo in schiavitù gran parte dei suoi abitanti. Per evitare eventuali rappresaglie da parte dei Parti rafforzò dunque il cosiddetto Limes arabicus, facendo costruire nuove fortificazioni tra le antiche Qasr Azraq e Dumat al-Jandal.

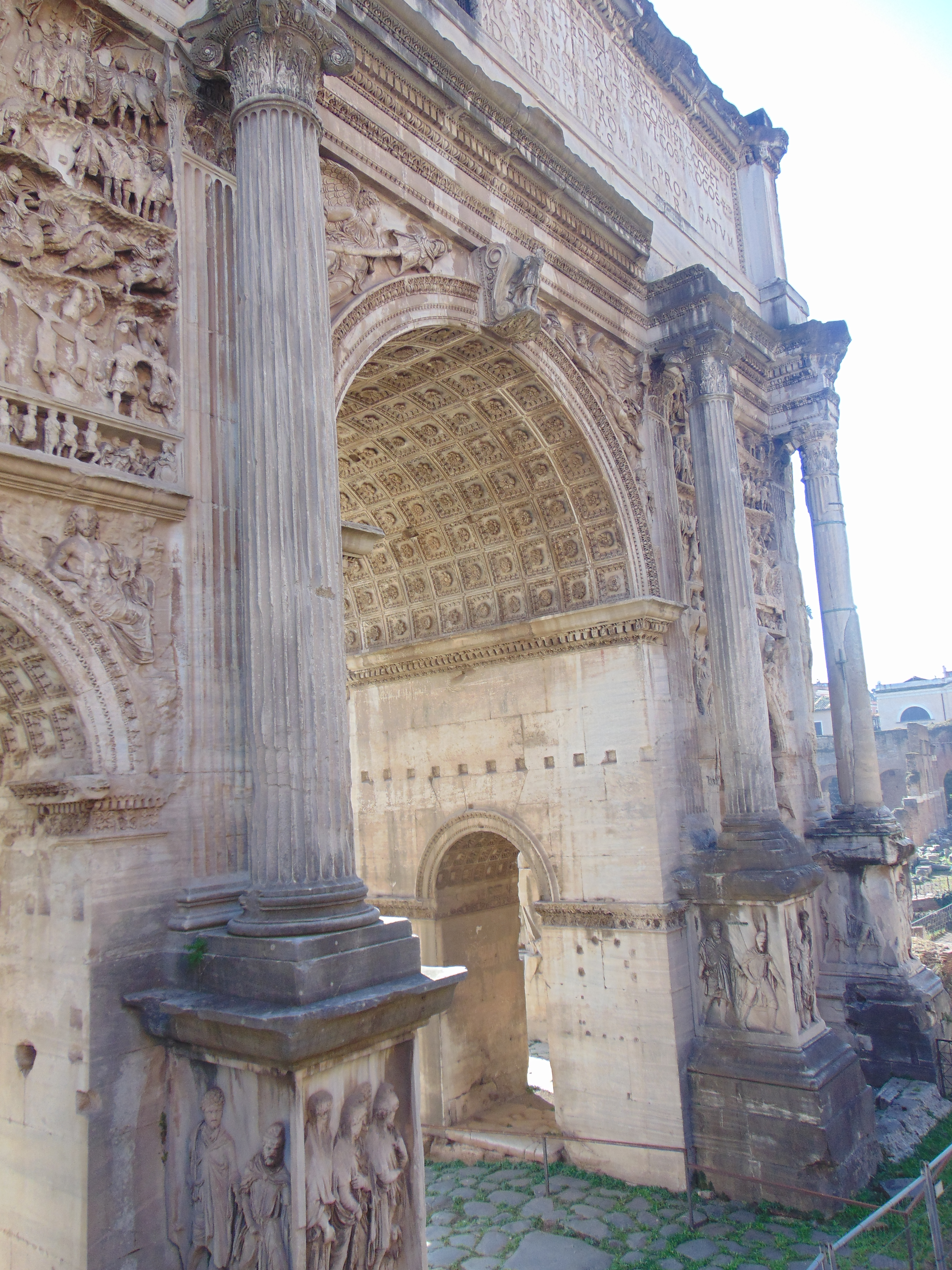
Arco di Settimio Severo a Roma

Al suo rientro, decise di lasciare nei pressi di Roma e precisamente dove sorgeva Alba Longa, Albanum (oggi Albano Laziale), la seconda delle tre legioni partiche, dove tutt'oggi si possono ammirare i resti dell'accampamento (Castra Albana), i cisternoni per il rifornimento di acqua e l'anfiteatro risalente al III secolo. Malgrado la sua azione avesse introdotto a Roma la dittatura militare, egli era popolare presso i cittadini romani, avendo bollato la degenerazione morale del regno di Commodo e la corruzione crescente. Quando ritornò dopo la vittoria sui Parti, assunto, sull'esempio di Traiano, il titolo di Parthicus Maximus, eresse un arco di trionfo che ancora oggi è in piedi e porta il suo nome.

#### In Africa (202)
Nel tardo 202 Settimio Severo intraprese una spedizione militare verso la provincia dell'Africa. Il legatus della Legio III Augusta Quinto Anicio Fausto combatté i Garamanti lungo il Limes Tripolitanus per cinque anni, conquistando diversi insediamenti nelle zone di Gadames, Gholaia, Garbia e la sua capitale Germa. La provincia della Numidia venne ampliata: Vescera, Castellum Dimmidi, Gemellae, Tehouda e Thubunae vennero annessi all'impero. A partire dal 203 l'intero confine meridionale venne ricostruito, i beduini costretti alla ritirata nel Sahara.

#### La Britannia (208-211)

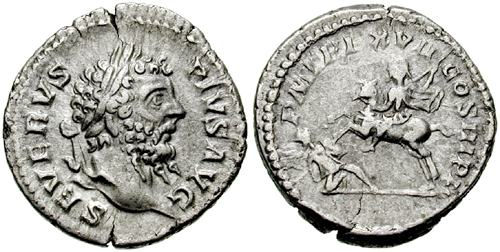
Denario coniato durante la spedizione in Britannia. Settimio Severo che carica con la lancia e un britanno caduto ai piedi del destriero.

Negli ultimi anni del suo regno, appunto dal 208 d.C., ormai infermo, Settimio Severo intraprese di persona un buon numero di azioni militari in difesa e allargamento dei confini della Britannia romana, con la previsione per la ricostruzione del Vallo di Adriano, prima di morire il 4 febbraio 211 a Eboracum, l'odierna York.
Severo arrivò in Britannia con oltre 40 000 uomini e per contenere l'imponente esercito fece costruire diversi accampamenti che si estendono lungo i Lowlands scozzesi e la costa orientale della Scozia fino all'estuario del Moray. Fece costruire un campo di 165 acri (67 ha) a sud del Vallo Antonino nei pressi di Trimontium e altri due delle dimensioni di 120 e 63 acri a nord dell'estuario del Forth. Settimio promosse la restaurazione di alcune fortezze romane lungo la costa orientale, come il forte situato a Carpow. Era in possesso di una potente flotta navale.
Geta fu incaricato delle retrovie mentre il fratello Caracalla divise con il padre il comando della linea del fronte.
A partire dal 210 la spedizione portò a numerosi guadagni per l'impero, nonostante le imponenti perdite per i romani e le tattiche di guerriglia dei Caledoni che volevano la pace, la quale venne concessa da Settimio in cambio del controllo delle Lowlands centrali.
Questo sforzo bellico portò alla momentanea occupazione da parte dei romani del vallo Antonino e di alcune postazioni fortificate lungo il Gask Ridge.

### Eredità e successione

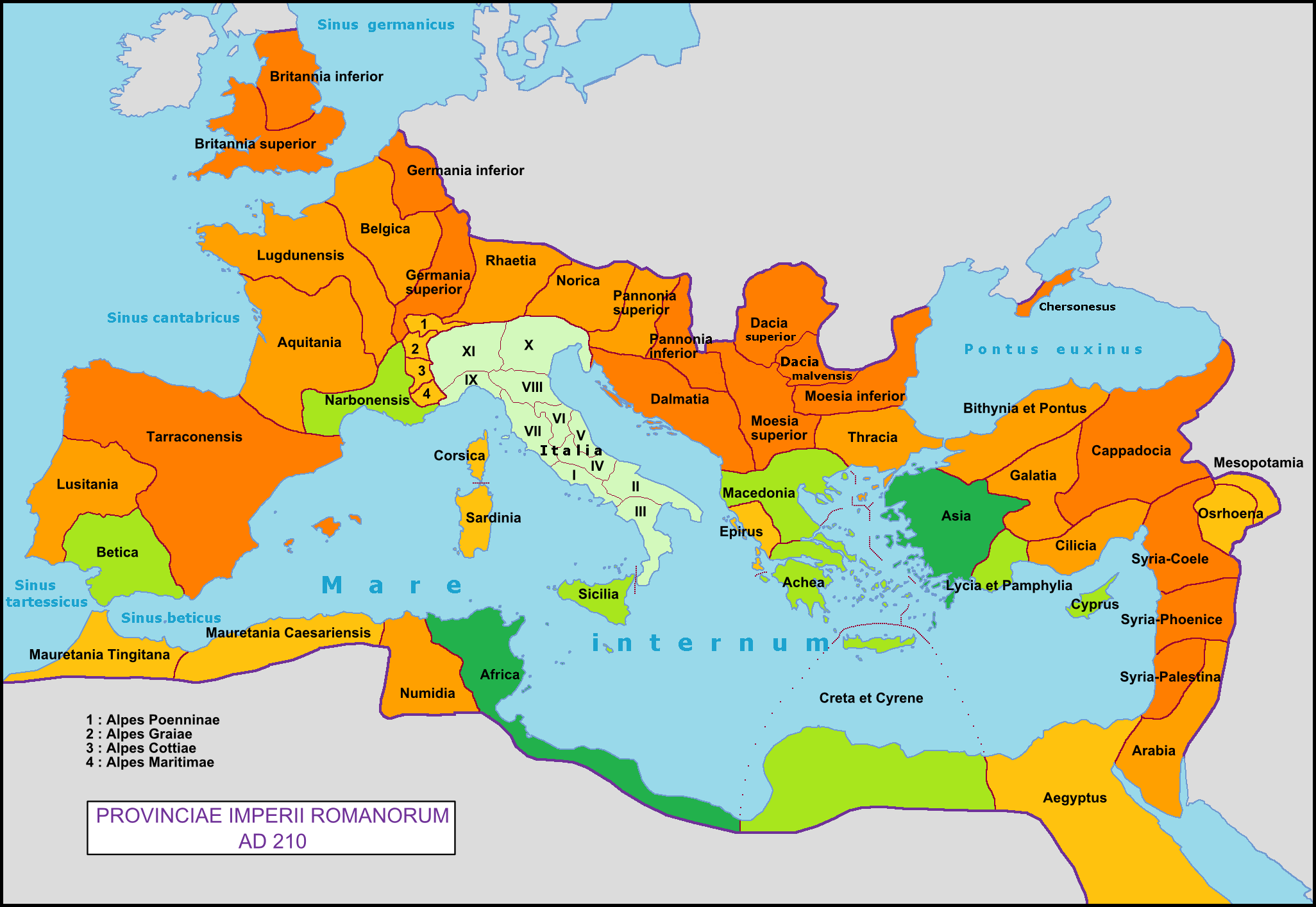
L'Impero romano nel 210 d.C., l'anno precedente alla morte di Settimio Severo

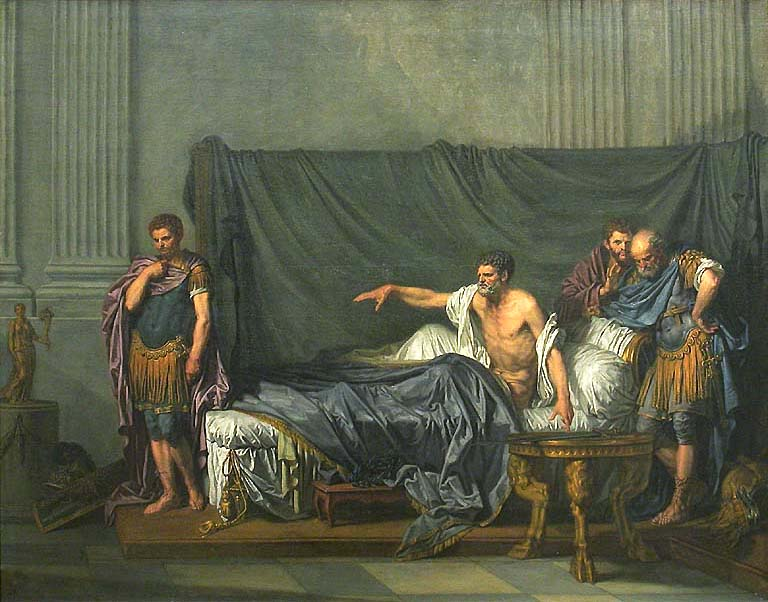
Settimio Severo e Caracalla, dipinto di Jean-Baptiste Greuze (1796; Museo del Louvre, Parigi)

Dopo la morte nel febbraio 211 a Eburacum durante la spedizione britannica, fu divinizzato dal Senato e sepolto nel mausoleo di Adriano. Gli succedettero, come aveva previsto nell'intento di fondare una nuova dinastia in qualche modo in continuità con quella antonina (tanto da far imporre il nome Antonino al primogenito Bassiano, detto Caracalla) i due litigiosi figli avuti dalla moglie siriana Giulia Domna, Caracalla e Geta. Nonostante i tentativi della madre di conciliare i due successori, Geta venne ucciso il 27 febbraio 212 dal fratello Caracalla, che rimase l'unico titolare dell'impero.

## Monetazione imperiale del periodo

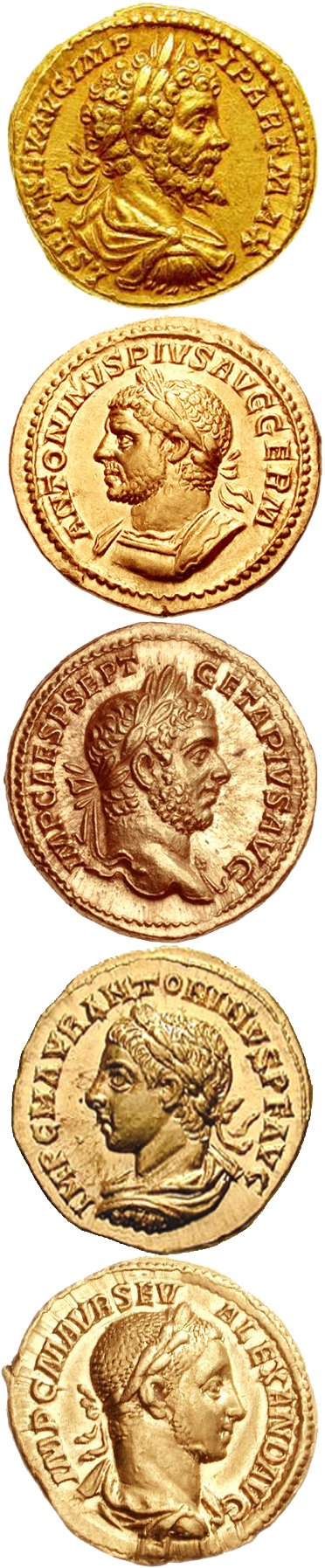
Aurei coniati durante il periodo di regno di Settimio Severo e dei suoi immediati successori

Durante l'impero di Settimio Severo e dei suoi successori vennero coniate numerose monete che esaltavano l'esercito e i suoi successi militari. Solo nei primi tre anni di impero, vennero coniate almeno 342 diverse emissioni di monete.